# Carl J. Lomen
Carl Joys Lomen, né le 13 juillet 1880 à Saint Paul (Minnesota) et mort le 16 août 1965 à Seattle, est un homme d'affaires et photographe américain.

## Biographie
Président de la Lomen Company (en), il est connu sous le surnom de « The Reindeer King » pour ses organisations et sa promotion de l'industrie du rennes en Alaska. En 1926, le gouvernement du Canada décide de dupliquer le programme mis en place de Teller Reindeer et engage le botaniste danois Alf Erling Porsild pour choisir un centre approprié pour l'industrie canadienne du renne. En 1928, Porsild identifie le delta du fleuve Mackenzie comme ayant le plus grand potentiel et la construction de Reindeer Station commence. L'année suivante, le gouvernement fédéral conclut un contrat de 225 000 $ avec Carl J. Lomen pour livrer 3 000 rennes dans l'Arctique canadien. Le trajet couvre une distance de 2 400 km depuis le siège de Lomen à Nome, en Alaska, et une équipe de bergers norvégiens Samis est engagée pour conduire le troupeau,.
Il publie en 1954 une autobiographie : Fifty Years in Alaska chez David McKay à New York.